# Hermann Baum (Tiermediziner)
Hermann Baum (* 25. Dezember 1864 in Plauen; † 13. März 1932 in Leipzig) war ein deutscher Veterinärmediziner, Professor und einer der Begründer der modernen Veterinäranatomie.

## Leben
Hermann Baum studierte Veterinärmedizin an der Tierarzneischule in Dresden, wo er im Sommersemester 1884 Mitglied der Landsmannschaft Saxonia Dresden, des späteren RSC-Corps Saxonia Dresden (letztlich aufgegangen in Landsmannschaft Hansea auf dem Wels), wurde. Nach dem Abschluss seines Studiums trat er in das Dresdner Institut für Anatomie und Physiologie ein. Da die Dresdner Tierarzneischule kein Promotionsrecht besaß, reichte Baum seine Arbeit „Die Arterienanastomosen des Hundes und die Bedeutung der Collateralen für den thierischen Organismus“ an der Friedrich-Alexander-Universität Erlangen ein und wurde dort 1889 zum Dr. phil. promoviert. 1898 wurde er Ordinarius für Anatomie und Physiologie an der Dresdner Königlichen Tierärztlichen Hochschule, 1915 wurde er zum Geheimen Medizinalrat ernannt.
Mit dem Umzug der „Tiermedizin“ von Dresden an die Veterinärmedizinische Fakultät der Universität Leipzig im Jahre 1923 wurde Baum der erste Dekan der Leipziger Veterinärmedizinischen Fakultät. Am 1. November 1931 wurde er zum Rektor der Universität Leipzig gewählt.
Baum widmete sich vorwiegend der Erforschung des Lymphatischen Systems der Haustiere. Das ab der 9. Auflage (1900) gemeinsam mit seinem akademischen Lehrer Wilhelm Ellenberger herausgegebene „Handbuch der vergleichenden Anatomie der Haustiere“ erreichte 1932 die 17. Auflage. Baum bekam für seine wissenschaftlichen Verdienste von der Universität Leipzig den Ehrendoktor in Medizin (Dr. med. h. c.) und auch in Tiermedizin (Dr. med. vet. h. c.). Ab 1910 war er Mitglied der Leopoldina.

## Schriften
- mit Wilhelm Ellenberger: Anatomie des Hundes. 1891
- mit Wilhelm Ellenberger: Handbuch der vergleichenden Anatomie der Haustiere.
- mit Wilhelm Ellenberger: Lehrbuch der topographischen Anatomie des Pferdes, Parey, Berlin 1914.
- mit Wilhelm Ellenberger und Hermann Dittrich: Handbuch der Anatomie der Tiere für Künstler, Dieterich Verlag, Leipzig.